# جوهرة التيس
جوهرة التيس (بالفرنسية: Jawhara Tiss)‏ ولدت في 8 يوليو 1985 في غمراسن في تونس. هي سياسية تونسية. هي عضوة في حركة النهضة ذات التوجه الإسلامي.

كانت نائبة في المجلس الوطني التأسيسي وذلك بعد انتخابها في انتخابات 23 أكتوبر 2011 وحتى 2014 عن حركة النهضة في دائرة تطاوين الانتخابية.

## السيرة الذاتية
درست جوهرة التيس في المدرسة الابتدائية في قرية وادي الخيل، بعد ذلك انتقلت للدراسة في المدرسة الإعدادية الحي الجديد في غمراسن، وواصلت إثره في المعهد الثانوي 2 مارس في نفس المدينة، أين تحصلت في 2004 على شهادة الباكالوريا اختصاص الآداب.

انتقلت للدراسة في المعهد التحضيري للدراسات الأدبية والعلوم الإنسانية بتونس أين تحصلت على الشهادة الجامعية في الدراسات الأدبية في 2007. واصلت بعدها الدراسة في دار المعلمين العليا بتونس العاصمة، أين تحصلت فيه على الأستاذية في اللغة الإنجليزية بعد 3 سنوات من الدراسة.

بدأت العمل بعد ذلك كأستاذة جامعية لدى المعهد العالي للغات بتونس وذلك حتى 2011.

انتخبت كنائبة في المجلس الوطني التأسيسي وذلك بعد انتخابها في انتخابات 23 أكتوبر 2011 وحتى 2014 عن حركة النهضة في دائرة تطاوين الانتخابية. في المجلس كانت عضوة لجنة الشؤون التربوية وعضوة لجنة البنية الأساسية والبيئة.

## في الإعلام
شاركت جوهرة التيس كإحدى الشخصيتين الرئيسيتين (مع آمنة بن جمعة) في الفيلم الوثائقي الأمريكي «ثورة في أربعة فصول: إمرأتان، مستقبل واحد» (A revolution in four seasons: Two women , one future) والذي هو من إخراج المخرجة الأمريكية جيسي ديتر (Jessie Deeter)، وتم تمثيل هذا الفيلم الوثائقي بين 2011 و2014، ولكن عرض لأول مرة في مايو 2016.

## الحياة الشخصية
تزوجت جوهرة التيس بعد دخولها المجلس التأسيسي، وأنجبت ابنتها الأولى أثناء مدة عملها في المجلس أيضا، وكانت في بعض الأحيان تصطحبها معها للمجلس.

## مقالات ذات صلة
- حركة النهضة (تونس).

## روابط خارجية
- السيرة الذاتية لجوهرة التيس على موقع مرصد المجلس الوطني التأسيسي التابع لمنظمة البوصلة.